# 杉咲花
杉咲 花（すぎさき はな、1997年〈平成9年〉10月2日 - ）は、日本の女優。東京都出身。研音所属。

## 略歴
子役時代は、「梶浦花」の芸名でスターダストプロモーション芸能4部に所属。
2014年、『日経トレンディ』（日経BP）主催の「2015年の顔」に選出された。
2016年、NHK連続テレビ小説『とと姉ちゃん』（NHK総合・BSプレミアム）でヒロインの妹美子を演じる。映画『湯を沸かすほどの熱い愛』では銭湯を営む一家の娘役を演じ、日本アカデミー賞ほか各映画賞の助演女優賞を受賞した。
2018年4月より放送のドラマ『花のち晴れ〜花男 Next Season〜』（TBS）で、連続ドラマ初主演。 同年10月公開の『パーフェクトワールド 君といる奇跡』で映画初主演。
2018年9月、念願であった初のレギュラーラジオパーソナリティを務める『杉咲花のFlower TOKYO』（TOKYO FM）の放送が開始。初回放送を受けて、600通以上のメッセージが届くという反響があった。
2019年の『いだてん〜東京オリムピック噺〜』（NHK総合・BSプレミアム・BS4K）で、NHK大河ドラマ初出演。
2020年度後期のNHK連続テレビ小説『おちょやん』（NHK総合・BSプレミアム・BS4K）で、浪花千栄子をモデルにしたヒロイン・竹井千代役を演じる。杉咲はオーディションではなく直接のオファーで選ばれているが、後にヒロインオーディションを3度受けていたことを明らかにしている。

## 人物・エピソード
- 父親はギタリストの木暮武彦、母親は歌手のチエ・カジウラ[1]だが杉咲の幼少期に離婚している[12]。
- 特技は乗馬、書道[13]。
- 憧れの人物に木村拓哉と宮沢りえを挙げている[14]。
- ドラマや映画においてやってみたいジャンルを聞かれた際は、「大人のラブストーリーがやりたい」と答えている[15]。
- もともと、芸能界に興味があり、中学生になって改めて女優になりたいと思い、憧れだった志田未来が所属している研音のオーディションに応募[16]。2011年4月、研音に所属する[17]。これに伴い芸名を「杉咲花」に変更[3]。『ドン★キホーテ』（日本テレビ）で改名後のドラマ初出演。味の素「Cook Do」のCM[18]で山口智充と共演し、回鍋肉を食べる美少女として話題になる[19]。
- 味の素「Cook Do」のCMでのイメージから大食いと誤解される事があるというが、杉咲本人はこれを否定している[13]。
- 「杉咲花」という芸名は気に入っているが、「杉に咲く花で花粉症だね」と言われることも多く、自身も花粉症である[20]。
- ロングヘアがトレードマークだったが、2018年に主演ドラマ『花のち晴れ〜花男 Next Season〜』（TBS）の役作りのため30cmほどカットした[21]。
- 2019年12月7日に放送された『有田P おもてなす』（NHK総合）で、将棋にハマっていることが紹介された[22]。
- 松居大悟がナビゲーターを務める『JUMP OVER』（J-WAVE）のリスナーである[23]。

## 出演

### テレビドラマ
- まるまるちびまる子ちゃん（2007年4月19日 - 2008年2月28日、フジテレビ） - 城ヶ崎姫子 役
- 佐々木夫妻の仁義なき戦い 第2話（2008年1月27日、TBS） - 佐々木律子（幼少期） 役
- オトメン（乙男）〜夏〜 第3話（2009年8月15日、フジテレビ） - マリ 役
- ドン★キホーテ 第7話（2011年8月27日、日本テレビ） - 高沢里奈 役
- 桜蘭高校ホスト部 第7話 - 最終話（2011年9月2日 - 30日、TBS） - 伽名月麗子 役
- 妖怪人間ベム（2011年10月22日 - 12月24日、日本テレビ） - 夏目優以 役
- 13歳のハローワーク 第2話（2012年1月20日、テレビ朝日） - 佐伯千里 役
- 家族のうた（2012年4月15日 - 6月3日、フジテレビ） - 大澤こころ 役
- 黒の女教師（2012年7月20日 - 9月21日、TBS） - 野間薫 役
- レジデント〜5人の研修医 第4話（2012年11月8日、TBS） - 上野ルカ 役
- 夜行観覧車（2013年1月18日 - 3月22日、TBS） - 遠藤彩花 役
- ネオ・ウルトラQ 第12話（2013年3月30日、WOWOW） - 橘ヒカル 役
- 名もなき毒 第6話 - 最終話（2013年8月12日 - 9月16日、TBS） - 古屋美知香 役
- こうのとりのゆりかご〜「赤ちゃんポスト」の6年間と救われた92の命の未来〜（2013年11月25日、TBS） - 安田舞衣 役
- 緊急取調室（2014年1月9日 - 3月13日・2015年9月27日、テレビ朝日） - 真壁奈央 役[24]
- なぞの転校生（2014年1月31日 - 3月28日、テレビ東京） - アスカ 役
- 執着〜捜査一課・澤村慶司2（2014年3月7日、フジテレビ） - 狭間千恵美 役[注 2]
- MOZU（TBS / WOWOW） - 大杉めぐみ 役
  - Season1〜百舌の叫ぶ夜〜 第4話（2014年5月1日、TBS）
  - Season2〜幻の翼〜（2014年6月22日 - 7月20日、WOWOW / 10月16日 - 11月13日、TBS）
- 死神くん 第3話（2014年5月2日、テレビ朝日） - 西園寺瞳 役
- 事件救命医2〜IMATの奇跡〜（2014年6月15日、テレビ朝日） - 橘亜紀 役
- 学校のカイダン（2015年1月10日 - 3月14日、日本テレビ） - 香田美森 役
- 戦後70年 千の証言スペシャル「私の街も戦場だった」（2015年3月9日、TBS） - ドキュメンタリードラマ（主演）[25]
- テレビ朝日21世紀新人シナリオ大賞「化石の微笑み」（2015年3月29日、テレビ朝日） - 主演・中村彩美 役[26]
- 連続テレビ小説（NHK総合）
  - 『とと姉ちゃん』（2016年6月3日 - 10月1日） - 小橋（南）美子 役[27][28]
  - 『おちょやん』（2020年11月30日 - 2021年5月14日） - 主演・竹井千代 役[11][29]
- モンタージュ 三億円事件奇譚（2016年6月25日・26日、フジテレビ） - 中野夏美 役[30]
- リバース 最終話（2017年6月16日、TBS） - 遠藤彩花 役[注 3]
- ほんとにあった怖い話 夏の特別編2017「影女」（2017年8月19日、フジテレビ） - 主演・河村佳奈子 役[32]
- 刑事ゆがみ 第1話（2017年10月12日、フジテレビ） - 坂木望 役[33]
- 花のち晴れ〜花男 Next Season〜（2018年4月17日 - 6月26日、TBS） - 主演・江戸川音 役[6]
- 大河ドラマ「いだてん〜東京オリムピック噺〜」（2019年、NHK総合） - （増野）シマ[10] / 増野りく 役[34]
- ハケン占い師アタル（2019年1月17日 - 3月14日、テレビ朝日） - 主演・的場中 役[35][36]
- 世にも奇妙な物語 秋の特別編2019「鍋蓋」（2019年11月9日、フジテレビ） - 主演・古川直美 役[37]
- 恋です!〜ヤンキー君と白杖ガール〜（2021年10月6日 - 12月15日、日本テレビ） - 主演・赤座ユキコ 役[38]
- 99.9-刑事専門弁護士- 完全新作SP新たな出会い篇 〜映画公開前夜祭〜（2021年12月29日、TBS） - 河野穂乃果 役[39]
- プリズム（2022年7月12日 - 9月13日、NHK総合） - 主演・前島皐月 役[40]
- 杉咲花の撮休（2023年2月10日 - 3月17日、WOWOW） - 主演・杉咲花（本人） 役[41][42]
- アンメット ある脳外科医の日記（2024年4月15日 - 6月24日、関西テレビ・フジテレビ） - 主演・川内ミヤビ 役[43][44]
- 海に眠るダイヤモンド（2024年10月20日 - 12月22日、TBS） - 朝子 役[45]

### 映画
- 吉祥天女（2007年6月30日、CKエンタテインメント） - 麻井由似子（幼少時代） 役
- YOSHIMOTO DIRECTOR'S 100 〜100人が映画撮りました〜「Whisper〜だから彼女はささやいた〜」（2008年5月17日、吉本興業） - 舟（小学生時代） 役
- 映画 桜蘭高校ホスト部（2012年3月17日、ソニー・ピクチャーズ エンタテインメント） - 伽名月麗子 役
- 映画 妖怪人間ベム（2012年12月15日、東宝） - 夏目優以 役
- マダム・マーマレードの異常な謎（テレビ東京） - 筒井佐智子 役
  - 出題編（2013年10月25日）
  - 解答編（2013年11月22日）
- イン・ザ・ヒーロー（2014年9月6日、東映） - 元村歩 役
- 繕い裁つ人（2015年1月31日、ギャガ） - ゆき 役[46]
- トイレのピエタ（2015年6月6日、松竹メディア事業部） - ヒロイン・宮田真衣 役[47]
- 愛を積むひと（2015年6月20日、アスミック・エース / 松竹） - 上田紗英 役[48]
- アリのままでいたい（2015年7月11日、東映） - ナレーション[49]
- 劇場版 MOZU （2015年11月7日、東宝） - 大杉めぐみ 役[50]
- スキャナー 記憶のカケラをよむ男（2016年4月29日、東映） - ヒロイン・秋山亜美 役（木村文乃とのWヒロイン）[51]
- 湯を沸かすほどの熱い愛（2016年10月29日、クロックワークス） - 幸野安澄 役[52]
- 無限の住人（2017年4月29日、ワーナー・ブラザース映画） - ヒロイン・浅野凜 / 町 役（2役）[53]
- BLEACH 死神代行篇（2018年7月20日、ワーナー・ブラザース映画） - ヒロイン・朽木ルキア 役[54][55][56]
- パーフェクトワールド 君といる奇跡（2018年10月5日、松竹） - 主演・川奈つぐみ 役[注 1][7][57]
- 十年 Ten Years Japan「DATA」（2018年11月3日、フリーストーン） - 主演・舞花 役[58]
- 十二人の死にたい子どもたち（2019年1月25日、ワーナー・ブラザース映画） - アンリ 役[59]
- 楽園（2019年10月18日、KADOKAWA） - ヒロイン・湯川紡 役[60]
- 弥生、三月-君を愛した30年-（2020年3月20日、東宝）-  渡辺サクラ 役[61]
- 青くて痛くて脆い（2020年8月28日、東宝） - 主演・秋好寿乃 役（吉沢亮とのW主演）[62]
- 妖怪大戦争 ガーディアンズ（2021年8月13日、東宝 / KADOKAWA） - 狐面の女 役[63]
- 99.9-刑事専門弁護士-THE MOVIE（2021年12月30日、松竹） - 河野穂乃果 役[64]
- 大名倒産（2023年6月23日、松竹） - さよ 役[65]
- 法廷遊戯（2023年11月10日、東映） - 織本美鈴 役[66]
- 市子（2023年12月8日、ハピネットファントム・スタジオ） - 主演・川辺市子 役[67]
- 52ヘルツのクジラたち（2024年3月1日、ギャガ） - 主演・三島貴瑚 役[68][69]
- 朽ちないサクラ（2024年6月21日、カルチュア・パブリッシャーズ） - 主演・森口泉 役[70]
- 片思い世界（2025年4月4日[注 4]、東京テアトル・リトルモア） - 主演・片石優花 役（広瀬すず、清原果耶と主演）[72][73][74]
- ミーツ・ザ・ワールド（2025年10月24日公開予定、クロックワークス）- 主演・由嘉里 役[75]
- 劇場版「緊急取調室 THE FINAL」（2025年12月26日公開予定[注 5]、東宝） - 真壁奈央 役[77][78]

### 劇場アニメ
- 思い出のマーニー（2014年7月19日、東宝） - 彩香 役[79][80]
- メアリと魔女の花（2017年7月8日、東宝） - 主演・メアリ 役[81]
- サイダーのように言葉が湧き上がる（2021年7月22日、松竹） - ヒロイン・スマイル 役[82]
- ぼくらのよあけ（2022年10月21日、ギャガ / エイベックス・ピクチャーズ） - 主演・沢渡悠真 役[83]
- 屋根裏のラジャー（2023年12月15日公開、東宝） - オーロラ 役[84]

### ドキュメンタリー
- 終戦72年特別番組 秘密〜いま明かされる4の真実（2017年8月12日、TBS） - ナレーション[85]
- 連食テレビエッセー きみと食べたい「岩手県・遠野編」（2021年9月23日、NHK Eテレ） - 旅人[86]

### その他のテレビ番組
- 第71回NHK紅白歌合戦（2020年12月31日、NHK総合・ラジオ第1） - ゲスト審査員

### ラジオ
- 杉咲花のFlower TOKYO（2018年10月7日 - 2021年9月25日、TOKYO FM）[8]

### CM
- 池田銀行（2006年）
- バンダイ ふたりはプリキュア（2006年）
- ナショナル 冷蔵庫コンパクトBIG（2006年）
- ケンタッキー（2006年）
- 三菱地所 新丸ビル（2007年）
- SONY BRAVIA（2007年）
- はごろもフーズ スパゲッティグラタン（2007年 - 2008年）
- トヨタ紡織 企業（2008年 - 2011年）
- 味の素
  - 「Cook Do」（2011年 - 2017年）
    - 「麻婆茄子用」 / 「回鍋肉用」（2011年7月28日 - ）[87][注 6]
    - 「麻婆茄子用」 / 「豚肉ともやしの香味炒め用」（2012年4月13日 - ）[88]

  - 「ほんだし」（2018年 - ）
    - 「うちのみそ汁がいちばんうまい篇」（2018年5月10日 - ）[89]
    - 「うちの満菜みそ汁」篇（2020年10月 - ）[90]
- KDDI au（2014年5月 - 2015年5月）[91]
- 広島ガス（2015年3月 - ）
- Wright Flyer Studios「消滅都市」（2015年11月 - ）[92]
- 中日新聞社 中日新聞・東京新聞（2017年） - 2017年中日新聞・東京新聞イメージキャラクター（遼河はるひ（中日新聞）、塚地武雅（東京新聞）と共演[93][94][95]）
- サントリー食品インターナショナル「ボス」
  - クラフトボス（2017年 - ）[96]
  - クラフトボス TEA ノンシュガー（2019年 - ）[97]
  - クラフトボス ストレートティー（2021年 - ）[98]
  - 「宇宙人ジョーンズ・オーケストラ」篇（2021年 - ） - トミー・リー・ジョーンズ、役所広司、神木隆之介、 前田吟、戸田恵子、もう中学生と共演[99]
  - クラフトボス ミルキープレッソ ダブルホワイトラテ、クラフトボス ミルキープレッソビターラテ（2022年 - ）[100]
  - 「宇宙人ジョーンズ・いつもの自販機」篇（2023年 - ） - トミー・リー・ジョーンズ、役所広司と共演[101]
  - 「宇宙人ジョーンズ・仕事の場所」篇（2024年 - ） - トミー・リー・ジョーンズ、役所広司、神木隆之介、安藤サクラ、やす子と共演[102]
  - 「宇宙人ジョーンズ・四姉妹」篇（2025年3月18日 - ）※松たか子、河合優実、伊藤沙莉と共演[103]
- リクルート SUUMO『最後の上映会「夢」』篇（2017年4月 - ）[104]
- ゲオ この夏も映画やゲームを楽しもう!ゲオのサマーキャンペーン2017（2017年7月 - ）[105]
- SoftBank（2017年9月 - ）[106]
- 花王
  - ビオレ ピュアスキンクレンズ（2019年 - ）
  - ハミング 消臭実感 新発売（2021年3月30日 - ）[107]
- マイナビ マイナビ転職「あした転機になあれ。」篇 第1話 - 第3話（2020年1月 - ）[108]
- 敷島製パン（Pasco） つれづれパン日記
  - 超熟 つれづれパン日記「登場」篇 / 国産小麦 つれづれパン日記「とある休日」篇 （2020年10月 - ）[109]
  - 超熟フォカッチャ つれづれパン日記「おうちでフォカッチャ」篇（2021年9月 - ）[110]
- hulu
  - 「フールーうさぎ 登場篇」（2021年1月15日 - ）[111]
  - 「ダウンロード篇」（2021年2月15日 - ）[112]
- 東京海上日動火災保険 ハナのハテナ
  - 「損害保険」篇（2021年1月29日 - ）[113]
  - 「DAP」篇（2021年2月14日 - ）[114]
- 日本経済新聞社 日経電子版（2022年12月 - ）[115]
- ロッテ「ZERO」
  - 「美味しいトコどりゼロ」篇（2023年5月23日 - ）[116]
- JAバンク
  - 「地元のあしたもよろしく」篇 / 「暮らしのあしたもよろしく」篇（2023年4月4日 - ）[117]
  - 「はじめてのあしたもよろしく」篇 / 「あしたもよろしく」篇（2023年10月5日 - ）[118]
  - 「集まるあしたもよろしく。」 /  「つながるあしたもよろしく。」篇（2024年4月15日 - ）[119]
- サントリー 翠（SUI）ジンソーダ（2025年2月22日 - ）[120]（※中島歩と共演[121]）
- NSW（2025年8月 - ）[122]

### PV
- FAKE? 「JUST LIKE BILLY」（2004年11月25日）
- KOTOKO 「きれいな旋律」（2007年3月7日）
- PLASTIC LOVE 「True True Love」（2008年8月27日）
- 家入レオ「miss you」（2015年2月11日）[123]
- 奇妙礼太郎「散る 散る 満ちる feat. 菅田将暉」（2023年6月14日公開）[124]
- never young beach「帰ろう」（2023年8月31日）[125]

### 音声ガイド
- ゴッホ展（2019年10月11日 - 2020年1月13日、上野の森美術館 / 2020年1月25日 - 3月29日、兵庫県立美術館）[126]

## 作品
- ファースト写真集『ユートピア』（2018年3月24日、東京ニュース通信社）ISBN 978-4-86336-740-1[127]

## 受賞歴
- 2015年度
  - 第7回TAMA映画賞 最優秀新進女優賞（『トイレのピエタ』､『愛を積むひと』､『繕い裁つ人』）[128]
  - 第37回ヨコハマ映画祭最優秀新人賞（『トイレのピエタ』､『愛を積むひと』）[129]
  - ゆうばり国際ファンタスティック映画祭2016・ニューウェーブアワード 女優部門（『トイレのピエタ』）[130]
  - おおさかシネマフェスティバル2016 新人女優賞（『愛を積むひと』､『トイレのピエタ』）[131]
- 2016年度
  - 第41回報知映画賞 助演女優賞（『湯を沸かすほどの熱い愛』）[132]
  - 第59回ブルーリボン賞 （『湯を沸かすほどの熱い愛』） 助演女優賞[133]
    - 新人賞ノミネート[134]

  - 第90回キネマ旬報ベスト・テン 助演女優賞（『湯を沸かすほどの熱い愛』）[135]
  - おおさかシネマフェスティバル2017 助演女優賞（『湯を沸かすほどの熱い愛』）[136]
  - 第26回東京スポーツ映画大賞 新人賞（『湯を沸かすほどの熱い愛』）[137]
  - 第40回日本アカデミー賞（『湯を沸かすほどの熱い愛』）
    - 最優秀助演女優賞
    - 新人俳優賞[138]

  - 第26回日本映画批評家大賞 助演女優賞（『湯を沸かすほどの熱い愛』）[139]
  - 第21回日本インターネット映画大賞 ニューフェイスブレイク賞（『スキャナー 記憶のカケラをよむ男』『湯を沸かすほどの熱い愛』）[140]
- 2017年度
  - エランドール賞 新人賞（『無限の住人』､『メアリと魔女の花』､『ほんとにあった怖い話 夏の特別編2017「影女」』）[141]
  - ジャパンアクションアワード2018 ベストアクション女優賞 優秀賞（『無限の住人』）[142]
- 2019年度
  - ジャパンアクションアワード2019 ベストアクション女優賞 優秀賞（『BLEACH』）[143][144]
- 2022年度
  - 第30回橋田賞 新人賞（『おちょやん』、『恋です!〜ヤンキー君と白杖ガール〜』）[145]
  - 第51回ベストドレッサー賞 芸能・スポーツ部門[146]
- 2023年度
  - 第78回毎日映画コンクール 女優主演賞（『市子』）[147]
  - 第47回日本アカデミー賞 優秀主演女優賞（『市子』）[148]
- 2024年度
  - 第28回日刊スポーツ・ドラマグランプリ 春ドラマ 主演女優賞（『アンメット ある脳外科医の日記』）[149]
  - 第120回ザテレビジョンドラマアカデミー賞 主演女優賞（『アンメット ある脳外科医の日記』）[150]
  - 第46回ヨコハマ映画祭 主演女優賞（『市子』、『朽ちないサクラ』、『52ヘルツのクジラたち』）[151]
  - GQ MEN OF THE YEAR 2024 ベスト・アクター賞[152]
  - 第122回ザテレビジョンドラマアカデミー賞 助演女優賞（『海に眠るダイヤモンド』）[153]
  - 第62回ギャラクシー賞 個人賞（『アンメット ある脳外科医の日記』、日曜劇場『海に眠るダイヤモンド』の演技）[154]